# 千葉利胤
千葉 利胤（ちば としたね）は、下総の戦国大名で、千葉氏の第25代当主。第24代当主・千葉昌胤の長男。覚阿弥。

## 略歴
利胤の少年時代は小弓公方や里見氏の侵攻によってかつての本拠地であった亥鼻の支配権すら失う状況であり、元服も千葉氏代々の慣例であった千葉妙見宮（現在の千葉神社）で行う事が出来ずに、大永3年11月望日に本拠地の佐倉近くの佐倉妙見宮で行われて、改めて千葉妙見宮に元服を報告する使者を発している（『千学集抄』）。
1546年、父の死去により跡を継ぐ。千葉氏の家中では原胤清ら重臣の発言力が強かった。また、この頃に弟の臼井胤寿と争っていることが知られている。河越夜戦では、関東諸将で唯一北条方に参加したものの、家督を継いでからわずか1年で死去したため、あまり事蹟らしい事蹟はない。享年33。跡を子の千葉親胤が継いだ（実子がいないため、末弟である親胤を子として家督を継がせたとも）。
佐倉市の海隣寺にある海隣寺中世石塔群の石塔には刻まれた銘文から利胤の菩提を弔ったものも含まれる。